# Julita Piasecka
Julita Piasecka (Lodz, 25 de septiembre de 2002) es una jugadora de voleibol polaca que juega como punta/receptora. Ha formado parte de la Selección femenina de voleibol de Polonia, con la que participó en la Liga de Naciones de 2025 , entre otras competencias.

## Clubes
En febrero de 2020 firmó contrato con el ŁKS Commercecon Łódź de la Tauron Liga, la máxima división polaca. Sin embargo, debido a su falta de experiencia, el club la cedió al SMS Szczyrk de la segunda división polaca, la 1. Liga, con el que disputó las temporadas 2019/20 y 2020/21. En esta última disputó 23 partidos y anotó 337 puntos, logrando su club el segundo puesto en la fase regular. En mayo de 2021 el ŁKS Commercecon Łódź anunció su incorporación al primer equipo para disputar la temporada 2021/22. En su primera temporada con el club de Lodz logró la medalla de bronce de liga, para luego consagrarse consagró campeona en 2022/23. La temporada 2023/24 fue su última en el club, alcanzando el quinto puesto en la liga y con una marca personal de 21 partidos disputados y 223 puntos anotados, incluyendo 8 desde el saque, 17 en bloqueo y 198 en ataque. En 2023 y 2024, además, alcanzó las finales de la Copa Polaca y disputó competiciones europeas.
Sorpresivamente en 2024 anunció su traspaso al BKS Bostik ZGO Bielsko-Biała, ganador de la anterior edición de la copa polaca y tercero en la liga 2023/24. En su primer partido con el equipo se consagró campeona de la Supercopa 2024 tras derrotar al Chemik Police. En el torneo de liga llegó a las semifinales, donde cayó ante el KS DevelopRes Rzeszów, sin embargo, a título personal logró ser incluida en el equipo ideal de la fase regular, tras conseguir ocho premios MVP, y tras el final de la temporada fue considerada como una «revelación» y líder de su equipo, lo que la llevó a ser incluida entre las nominadas a jugadora del año.

## Selección nacional
Con la selección menor polaca participó en el campeonato europeo juvenil U18 de 2018, el U19 de 2020 y el U21 de 2022. En 2021 formó parte del plantel de reserva para el campeonato europeo. A finales de abril de 2023, fue convocada por el entrenador Stefano Lavarini para participar en la selección nacional polaca mayor, debutando en una serie de amistosos frente a la selección francesa.  Formó parte del plantel para el campeonato europeo de 2023, y de la Liga de Naciones 2024 (medalla de bronce) y 2025.
Como estudiante universitaria, además, participó en la Universiada de 2021 (disputada en 2023), donde consiguió la medalla de bronce junto a la selección polaca de voleibol femenino tras vencer a Brasil en el partido por el tercer puesto.

## Vida personal
Se graduó en Opole con una licenciatura en administración de empresas. Participó en concursos como modelo, y en 2024 se convirtió en el rostro de la campaña publicitaria para los nuevos uniformes de la selección nacional de voleibol polaca.

## Palmarés

### Clubes
Campeonato de Polonia :
- Tauron Liga 2021/2022 -  Medalla de bronce (con ŁKS Commercecon Łódź)[23]
- Tauron Liga 2022/2023 -  Campeona (con ŁKS Commercecon Łódź) [24]

Supercopa de Polonia :
- 2024 -  Campeona (con BKS Bielsko-Biała)[25]

## Selección nacional
Universiada de verano :
- 2021 -  Medalla de bronce[20]

Liga de Naciones :
- 2024 -  Medalla de bronce[26]

## Premios individuales
- 2018: Mejor atacante del Campeonato de Cadetes de Polonia [27]